# Ture Rosvall
Ture Albin Rosvall (* 6. Juli 1891 in Malmö; † 10. Oktober 1977 in Djursholm) war ein schwedischer Ruderer.

## Karriere
Rosvall nahm 1912 an den Olympischen Spielen in Stockholm teil und gewann im Vierer mit Steuermann in der Bootsklasse Dollengig die Silbermedaille. Zudem trat er auch im Achter an, schied dort jedoch im Viertelfinale aus.